# Großfalka
Der Ortsteil Großfalka bildet zusammen mit Wüstfalke, Kleinfalke, Niebra und Otticha die Geraer Ortschaft Falka mit 416 Einwohnern (Stand 31. Dezember 2011).

## Geographie
Großfalka ist der südlichst gelegene Gemeindeteil der Stadt Gera und fast vollständig vom Landkreis Greiz umschlossen.

## Geologie
In der Gemarkung finden sich rötliche Sandsteinformationen, die über die Jahrhunderte abgebaut wurden.

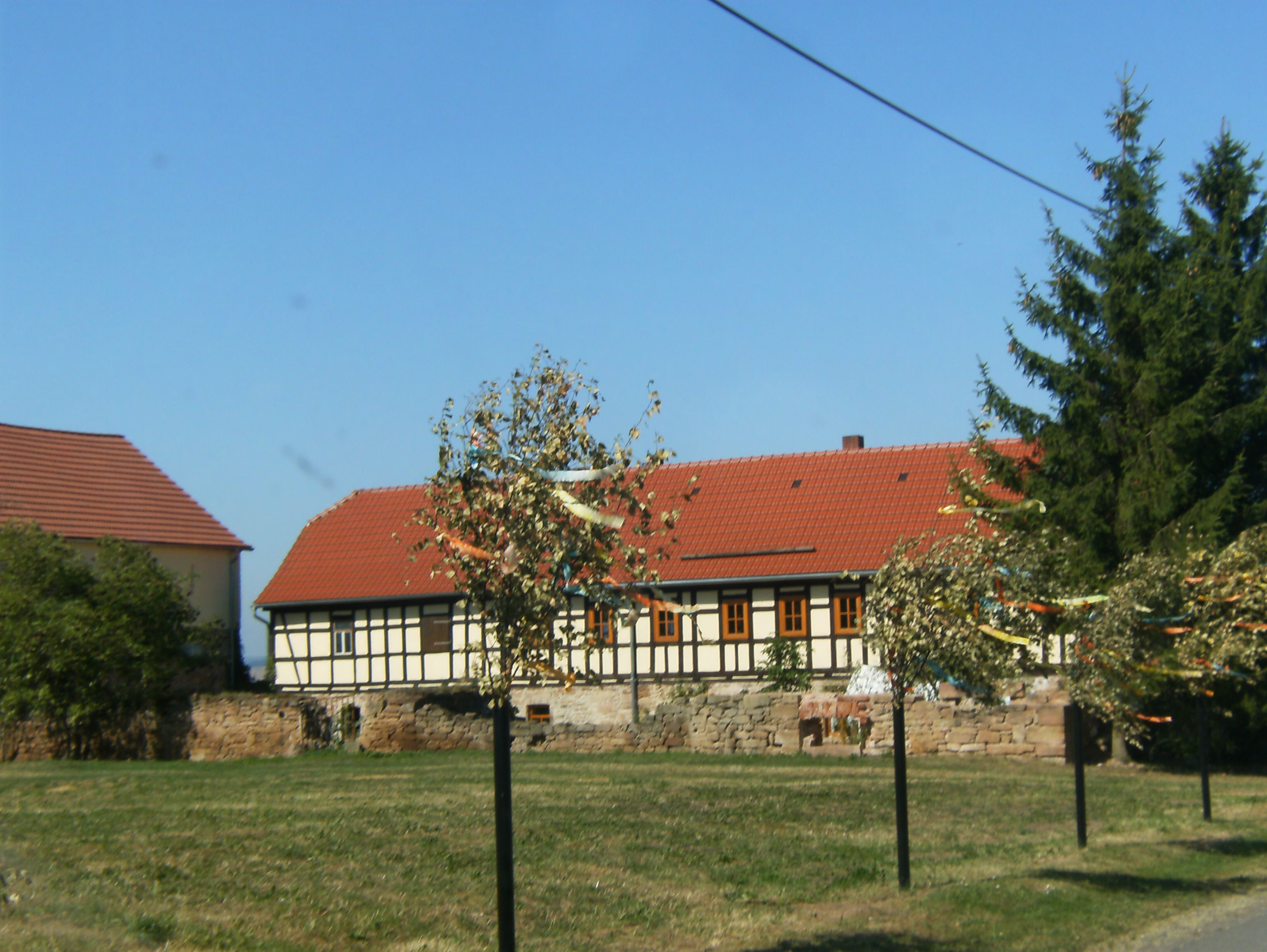
Altes Gehöft

## Geschichte
Urkundliche Erwähnungen eines Ortes Falka (Falcovie, Valcka) von 1182, 1209 und 1308 lassen keine eindeutige Aussage über den tatsächlich gemeinten Ort – Großfalka oder Kleinfalke – zu. Spätere Eigentumsverzeichnisse des Klosters Mildenfurth besagen Besitztümer in Großfalka, sodass die urkundliche Ersterwähnung auf 1209 festgelegt werden kann. Ab 1529 werden beide Orte sicher unterscheidbar beurkundet.
1843 bestand der Ort aus zwölf Häusern mit 82 Einwohnern.
Am 1. Oktober 1923 wurde Kleinfalke (mit dem 1919 eingemeindeten Wüstfalke) eingemeindet, am 10. April 1924 wurde die Gemeinde in Falka umbenannt. Am 16. Juni 1924 wurden die Gemeinden Großfalka und Kleinfalke wiederhergestellt.
Zum 1. Juli 1950 schlossen sich die Gemeinden Großfalka, Kleinfalke, Niebra und Otticha zur Gemeinde Falka zusammen; am 1. April 1994 erfolgte die Eingemeindung nach Gera.

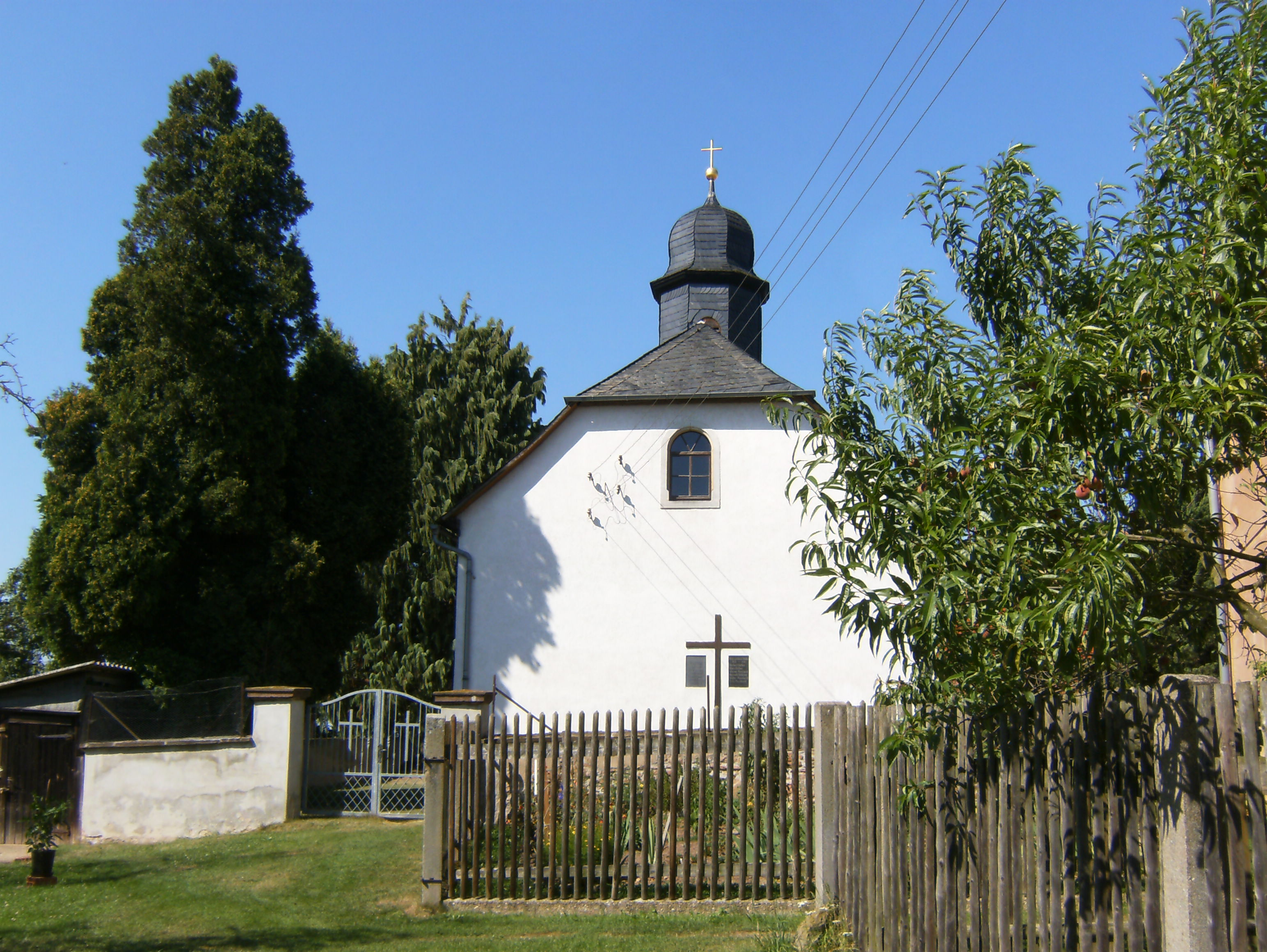
Kirche Großfalka

## Sehenswürdigkeiten
Sehr schön renovierte kleine Kirche mit Kanzelaltar.

## Politik
Großfalka, Kleinfalke mit dem dazugehörenden Wüstfalke, Niebra und Otticha sind seit dem 1. April 1994 zur Stadt Gera eingemeindet. Seitdem bilden sie den Ortsteil Falka  der Stadt Gera mit eigener Ortschaftsverfassung und Ortsteilrat (bis II/2009 Ortschaftsrat). Ortsteilbürgermeister ist Herbert Dietrich (parteilos).

## Entwicklung der Einwohnerzahl
| Jahr      | 1843 | 1910 | 1939 | 2009 |
| Einwohner | 82   | 83   | 70   | 53   |

## Verkehr
Eine direkte ÖPNV-Verbindung besteht mit der GVB-Linie 18. Die nächstgelegenen Bahnhöfe befinden sich in Gera-Zwötzen an der Bahnstrecke Leipzig–Gera–Saalfeld bzw. in Wünschendorf/Elster an der Elstertalbahn.

## Sport
FSV Falka e. V. mit Sportplatz in Kleinfalke. Angebote: Fußball.

## Kultur
Jagdverein, Kleingartenverein

## Bildung
Die nächstgelegene Kindereinrichtung ist der
- Kindergarten Kleinfalke im zum Ortsteil gehörenden Kleinfalke.

Zuständige Grundschulen sind seit dem Schuljahr 2009/10 in Schulgebäudeunion in Zwötzen die
- Grundschule 9 Zwötzener 'Schule und
- Montessori-Grundschule Waldschule Liebschwitz.

Die nächstgelegene Regelschule ist die
- Staatliche Regelschule 4 in Lusan.